# Фикусы (моллюски)
Фикусы (лат. Ficidae) — семейство морских брюхоногих моллюсков из отряда Littorinimorpha, выделяемое в монотипическое надсемейство Ficoidea. Моллюски средних размеров, с раковинами длиной 12—18 см. Раковина булавовидной формы, с тонкими, но прочными, стенками, коротким завитком, удлиненным и прямым сифональным выростом. Представителей семейства характеризуют крупные размеры ноги, мантия частично скрывает раковину. Хищники, питающиеся голотуриями и морскими ежами. Распространены в тропиках и субтропиках по всему миру. Обитают на песчаных и илистых грунтах прибрежных (неритических) зон.
Ископаемые представители известны с середины мела (100,5 млн лет назад) и найдены по всему миру, в том числе в Антарктике.

## Классификация
В семейство включают следующие роды:
- Ficus Röding, 1798
- Thalassocyon Barnard, 1960
- † Austroficopsis Stilwell & Zinsmeister, 1992
- † Bulbificopsis Squires & Saul, 2003
- † Ficopsis Conrad, 1866
- † Fusoficula Sacco, 1890
- † Gonysycon Woodring, 1959
- † Perissolax Gabb, 1861
- † Priscoficus Conrad, 1866
- † Pseudogaleodea Nagao, 1932
- † Sycodes Gabb, 1869